# Rekordy mistrzostw Oceanii w lekkoatletyce
Rekordy mistrzostw Oceanii w lekkoatletyce – najlepsze wyniki w historii tej imprezy.

## Mężczyźni
| Konkurencja                   | Rezultat | Zawodnik                                                              | Miejsce uzyskania | Data             |
| ----------------------------- | -------- | --------------------------------------------------------------------- | ----------------- | ---------------- |
| bieg na 100 m                 | 10,19    | Jake Doran                                                            | Mackay            | 7 czerwca 2022   |
| bieg na 200 m                 | 20,57    | Jeremy Dodson                                                         | Cairns            | 8 maja 2015      |
| bieg na 400 m                 | 45,84    | Luke van Ratingen                                                     | Suva              | 6 czerwca 2024   |
| bieg na 800 m                 | 1:46,33  | Peyton Craig                                                          | Suva              | 7 czerwca 2024   |
| bieg na 1500 m                | 3:41,91  | Jeremy Roff                                                           | Cairns            | 25 września 2010 |
| bieg na 5000 m                | 13:46,39 | Sam McEntee                                                           | Mackay            | 9 czerwca 2022   |
| bieg na 10 000 m              | 29:17,97 | Haftu Strintzos                                                       | Suva              | 3 czerwca 2024   |
| bieg na 110 m przez płotki    | 13,43    | Nicholas Hough                                                        | Mackay            | 9 czerwca 2022   |
| bieg na 400 m przez płotki    | 50,64    | Angus Proudfoot                                                       | Suva              | 5 czerwca 2024   |
| bieg na 3000 m z przeszkodami | 8:31,00  | Matthew Clarke                                                        | Suva              | 6 czerwca 2024   |
| Sztafeta 4 × 100 metrów       | 39,36    | Australia · Jake Doran · Alex Hartmann · Jack Hale · Zach Holdsworth  | Townsville        | 27 czerwca 2019  |
| Sztafeta 4 × 400 metrów       | 3:08,67  | Australia · Alexander Beck · Tyler Gunn · Ian Halpin · Steven Solomon | Townsville        | 28 czerwca 2019  |
| skok wzwyż                    | 2,30     | Hamish Kerr                                                           | Townsville        | 26 czerwca 2019  |
| skok o tyczce                 | 5,40     | Angus Armstrong                                                       | Townsville        | 25 czerwca 2019  |
| skok w dal                    | 8,05     | Liam Adcock                                                           | Suva              | 6 czerwca 2024   |
| trójskok                      | 16,32    | Aiden Hinson                                                          | Suva              | 7 czerwca 2024   |
| pchnięcie kulą                | 20,75    | Jacko Gill                                                            | Townsville        | 27 czerwca 2019  |
| rzut dyskiem                  | 61,12    | Alex Rose                                                             | Suva              | 1 lipca 2017     |
| rzut młotem                   | 69,09    | Ned Weatherly                                                         | Mackay            | 9 czerwca 2022   |
| rzut oszczepem                | 79,67    | Nash Lowis                                                            | Suva              | 6 czerwca 2024   |
| dziesięciobój                 | 8182 pkt | Ashley Moloney                                                        | Suva              | 2–3 czerwca 2024 |

## Kobiety
| Konkurencja                   | Rezultat | Zawodnik                                                                   | Miejsce uzyskania | Data             |
| ----------------------------- | -------- | -------------------------------------------------------------------------- | ----------------- | ---------------- |
| bieg na 100 m                 | 11,09    | Zoe Hobbs                                                                  | Mackay            | 7 czerwca 2022   |
| bieg na 200 m                 | 23,14    | Torrie Lewis                                                               | Suva              | 7 czerwca 2024   |
| bieg na 400 m                 | 51,91    | Ellie Beer                                                                 | Suva              | 6 czerwca 2024   |
| bieg na 800 m                 | 2:02,16  | Catriona Bisset                                                            | Townsville        | 27 czerwca 2019  |
| bieg na 1500 m                | 4:12,33  | Claudia Hollingsworth                                                      | Mackay            | 7 czerwca 2022   |
| bieg na 5000 m                | 15:26,29 | Jenny Blundell                                                             | Suva              | 5 czerwca 2024   |
| bieg na 10 000 m              | 32:25,86 | Sinead Diver                                                               | Townsville        | 27 czerwca 2019  |
| bieg na 100 m przez płotki    | 12,99    | Liz Clay                                                                   | Suva              | 7 czerwca 2024   |
| bieg na 400 m przez płotki    | 55,98    | Sarah Carli                                                                | Mackay            | 8 czerwca 2022   |
| bieg na 3000 m z przeszkodami | 9:41,54  | Amy Cashin                                                                 | Suva              | 6 czerwca 2024   |
| Sztafeta 4 × 100 metrów       | 44,06    | Australia · Ella Connolly · Bree Masters · Monique Quirk · Naa Anang       | Mackay            | 9 czerwca 2022   |
| Sztafeta 4 × 400 metrów       | 3:35,03  | Nowa Zelandia · Camryn Smart · Georgia Hulls · Rosie Elliott · Isabel Neal | Mackay            | 9 czerwca 2022   |
| skok wzwyż                    | 1,86     | Josephine Reeves                                                           | Townsville        | 28 czerwca 2019  |
| skok wzwyż                    | 1,86     | Alysha Burnett                                                             | Townsville        | 28 czerwca 2019  |
| skok wzwyż                    | 1,86     | Keeley O'Hagan                                                             | Suva              | 6 czerwca 2024   |
| skok o tyczce                 | 4,60     | Elizaveta Parnov                                                           | Townsville        | 28 czerwca 2019  |
| skok w dal                    | 6,50     | Rellie Kaputin                                                             | Townsville        | 25 czerwca 2019  |
| trójskok                      | 13,56    | Kayla Cuba                                                                 | Mackay            | 8 czerwca 2022   |
| pchnięcie kulą                | 18,04    | Maddison-Lee Wesche                                                        | Townsville        | 25 czerwca 2019  |
| rzut dyskiem                  | 60,96    | Taryn Gollshewsky                                                          | Suva              | 4 czerwca 2024   |
| rzut młotem                   | 71,39    | Julia Ratcliffe                                                            | Townsville        | 28 czerwca 2019  |
| rzut oszczepem                | 65,61    | Kelsey-Lee Barber                                                          | Townsville        | 26 czerwca 2019  |
| siedmiobój                    | 6070 pkt | Camryn Newton-Smith                                                        | Suva              | 1–2 czerwca 2024 |

## Mieszane
| Konkurencja             | Rezultat | Zawodnik                                                            | Miejsce uzyskania | Data            |
| ----------------------- | -------- | ------------------------------------------------------------------- | ----------------- | --------------- |
| Sztafeta 4 × 400 metrów | 3:23,56  | Australia · Rebecca Bennett · Ellie Beer · Tom Willems · Ian Halpin | Townsville        | 28 czerwca 2019 |